# Giampaolo Morelli

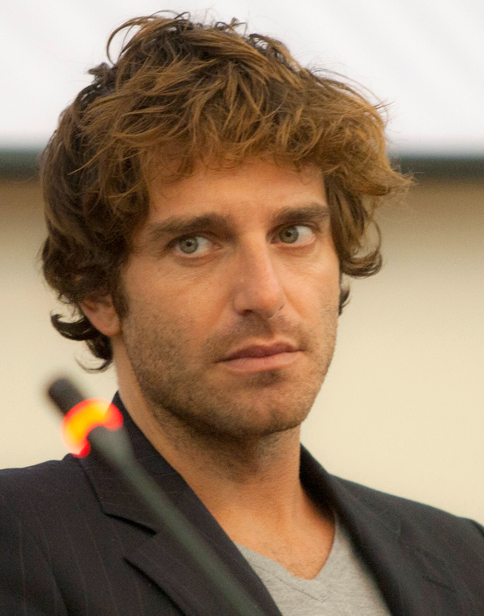
Giampaolo Morelli (2010)

Giampaolo Morelli (* 25. November 1974 in Neapel) ist ein italienischer Schauspieler. Er ist gleichermaßen in Film-, Fernseh- und Theaterproduktionen zu sehen.

## Person
Nach einem angefangenen Studium – manchmal heißt es er sei in der juristischen Fakultät eingeschrieben gewesen sein, dann wieder es wäre Psychologie gewesen – widmete er sich der Schauspielerei und ging nach Rom. 1999 debütierte er in der Fernseh-Miniserie Anni 60. 2001 folgten Rollen in Paz! und South Kensington. 2005 spielte er in der RAI-Fiktion-Produktion L'ispettore Coliandro den sympathischen Versager Coliandro. Die Figur basiert auf den Romanen des italienischen Erfolgsautors Carlo Lucarelli.

## Filme
- 2001: South Kensington
- 2002: Dillo con parole mie
- 2002: Paz!
- 2005: Piano 17
- 2005: Amatemi
- 2005: L'Uomo Perfetto

## TV
- 2001: Part time
- 2002: Doppio agguato
- 2003: Vite a perdere
- 2003: Raccontami una Storia
- 2003: Con le unghie e con i denti
- 2004/2005: Distretto di Polizia 5 (Serie)
- 2005: Gialli di Carlo Lucarelli (Miniserie)
- 2005/2015: L'ispettore Coliandro

## Theater
- Quando eravamo repressi
- King Lear
- Senz'acqua, cibo e sesso
- Le donne al parlamento
- Una notte americana
- A cena con Napoleone
- Bric Brac